# Championnat de Hongrie de rugby à XV
Le championnat de Hongrie de rugby à XV ou DHL Extraliga est une compétition annuelle de rugby à XV organisée par la Fédération hongroise de rugby à XV.

## Histoire
La compétition a été créée en 1992 et voit la victoire du Zöld Sólymok pour sa 1re édition. 

## Clubs de l'édition 2013-2014
| Budapest Kecskemét Esztergom Szeged Százhalombatta |

| Équipe                         | Stade                      | Ville          |
| ------------------------------ | -------------------------- | -------------- |
| Budapesti Exiles RFC           | Pesterzsebet Sports Ground | Budapest       |
| Kecskeméti ARC                 | Széktói Stadion            | Kecskemét      |
| Esztergomi Vitézek Suzuki      | Ferences sporttelep        | Esztergom      |
| HungaroSun Gorillák Rugby Club | Etelka sor 3               | Szeged         |
| Battai Bulldogok               | Városi Szabadidő Központ   | Százhalombatta |

## Palmarès
| Saison | Vainqueur                 | Score       | Finaliste          |
| ------ | ------------------------- | ----------- | ------------------ |
| 1992   | Zöld Sólymok              | -           | -                  |
| 1993   | Zöld Sólymok              | -           | -                  |
| 1994   | Kispesti Elefántok        | -           | -                  |
| 1995   | Kispesti Elefántok        | -           | -                  |
| 1996   | Kispesti Elefántok        | -           | -                  |
| 1997   | Battai Bulldogok          | -           | -                  |
| 1998   | Kecskeméti ARC            | -           | -                  |
| 1999   | Esztergomi Vitézek Suzuki | -           | -                  |
| 2000   | Esztergomi Vitézek Suzuki | -           | -                  |
| 2001   | Esztergomi Vitézek Suzuki | -           | -                  |
| 2002   | Esztergomi Vitézek Suzuki | -           | -                  |
| 2003   | Esztergomi Vitézek Suzuki | -           | -                  |
| 2004   | Esztergomi Vitézek Suzuki | -           | -                  |
| 2005   | Esztergomi Vitézek Suzuki | -           | -                  |
| 2006   | Esztergomi Vitézek Suzuki | -           | -                  |
| 2007   | Esztergomi Vitézek Suzuki | -           | -                  |
| 2008   | Esztergomi Vitézek Suzuki | -           | -                  |
| 2009   | Battai Bulldogok          | -           | -                  |
| 2010   | Battai Bulldogok          | Round-robin | -                  |
| 2011   | Battai Bulldogok          | Round-robin | -                  |
| 2012   | Battai Bulldogok          | Round-robin | -                  |
| 2013   | Battai Bulldogok          | Round-robin | -                  |
| 2014   | ?                         | -           | -                  |
| 2015   | ?                         | -           | -                  |
| 2016   | ?                         | -           | -                  |
| 2017   | ?                         | -           | -                  |
| 2018   | ?                         | -           | -                  |
| 2019   | ?                         | -           | -                  |
| 2020   | ?                         | -           | -                  |
| 2021   | Esztergomi Vitézek        | 22-10       | Battai Bulldogok   |
| 2022   | FW Gorillák Szeged        | 32-19       | Esztergomi Vitézek |
| 2023   | Esztergomi Vitézek        | 36-32       | FW Gorillák Szeged |

## Bilan
| Club                      | Titre(s) | Premier(s) - Dernier(s) |
| ------------------------- | -------- | ----------------------- |
| Esztergomi Vitézek Suzuki | 10       | 1999-2008               |
| Battai Bulldogok          | 6        | 1997-2013               |
| Kispesti Elefántok        | 3        | 1995-1996               |
| Zöld Sólymok              | 2        | 1992-1993               |
| Kecskeméti ARC            | 1        | 1998                    |